# Schloss Langnau
Das Schloss Langnau ist eine Turmburg an der alten Dorfstrasse 15 in der Gemeinde Langnau am Albis in der Schweiz.

## Geschichte
Die Ursprünge der Anlage liegen am Anfang des 13. Jahrhunderts. Als Erbauer werden die Eschenbacher vermutet, die bis 1309 auf der nahen Schnabelburg residierten. Die Turmburg als befestigter Wohnort für ritterliche Dienstleute war dabei erste Wegsicherung. Seit dem 16. Jahrhundert diente das Gebäude als bäuerliche Behausung. 1994 erwarb die Standortgemeinde das Schloss. Es ist heute ein Wohngebäude und nicht öffentlich zugänglich.
Der Turm hat einen quadratischen Grundriss von 6,7 Meter Kantenlänge und ist zwischen 10 und 12 Meter hoch. Im Jahr 1548 wurde er stark umgebaut und erhielt auch seine heutige Fenstereinteilung. Die Mauern sind aus Findlingen errichtet worden.